# 斯拉瓦节

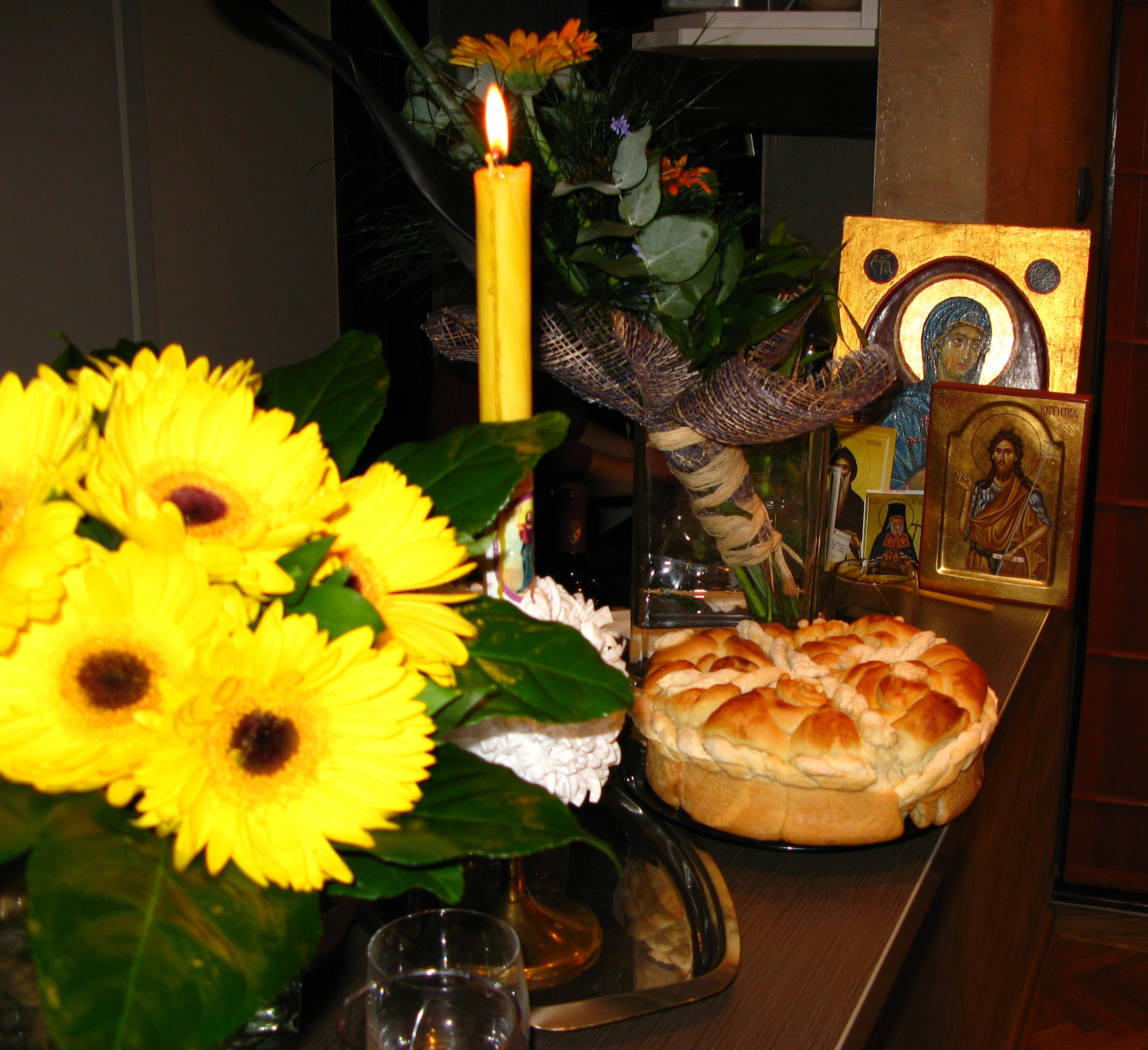
2010年贝尔格莱德普通家庭的斯拉瓦节日布置

斯拉瓦是塞尔维亚的东正教家庭传统节日，日期多在每年的11月至次年的1月之间，其主旨是纪念家庭的守护圣徒。
斯拉瓦节的庆典在每年守护圣徒斋日之前一个星期即已展开，内容包括献祭仪式和宴请亲朋。庆典时，人们点起特别的蜡烛，主妇则制作装饰讲究的斯拉瓦蛋糕。人们先在蛋糕上倒酒，然后由家中长者或重要来宾一起以画十字的方式将蛋糕切成四块，并高高举起。在此过程中，人们会祈求圣徒的庇佑。
2014年11月，联合国教科文组织保护非物质文化遗产政府间委员会的第九次会议在法国巴黎通过决议，将斯拉瓦节列入人类非物质文化遗产代表名录。这也是塞尔维亚的文化遗产首次入选该名录。